# Boarmia leucocyma
Boarmia leucocyma är en fjärilsart som beskrevs av George Francis Hampson 1907. Boarmia leucocyma ingår i släktet Boarmia och familjen mätare. Inga underarter finns listade i Catalogue of Life.